# Anomocora gigas
Anomocora gigas is een rifkoralensoort uit de familie van de Caryophylliidae. De wetenschappelijke naam van de soort is voor het eerst geldig gepubliceerd in 1931 door van der Horst.